# Gonzalo Sánchez de Lozada

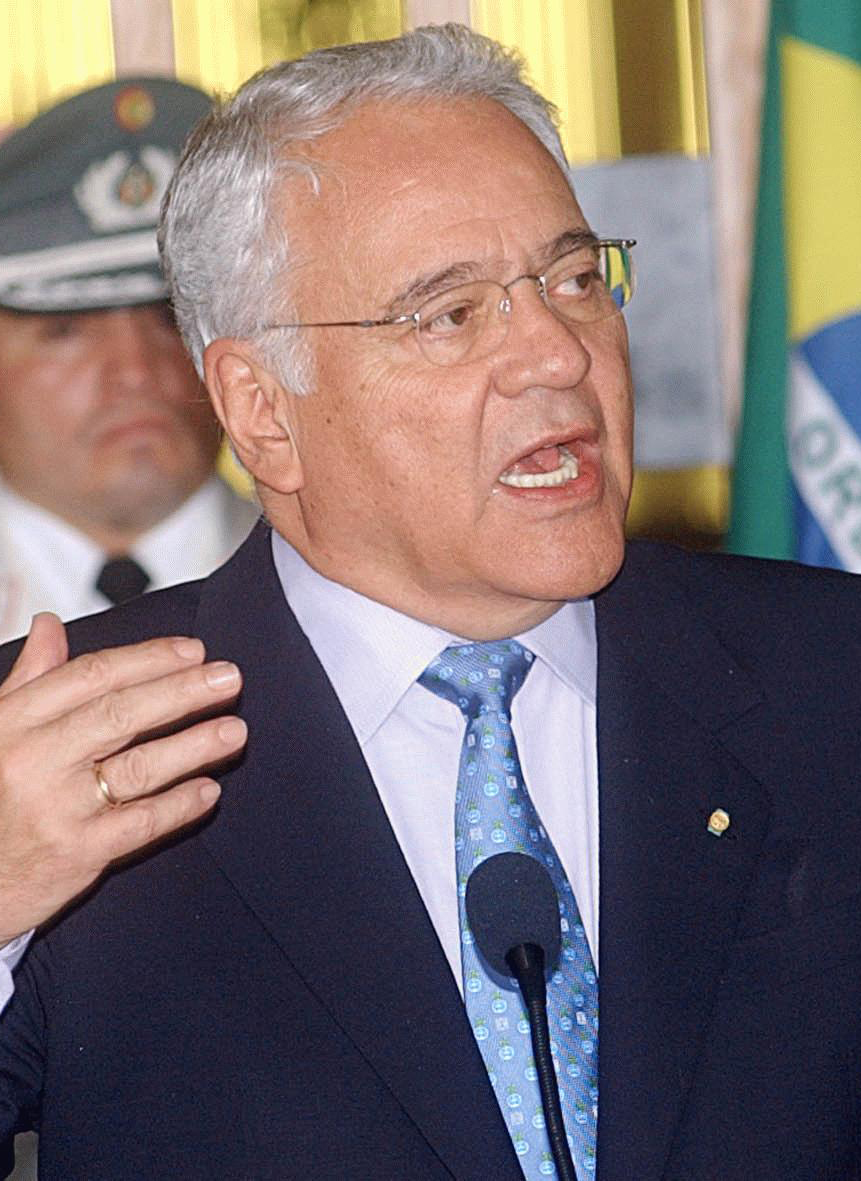
Gonzalo Sánchez de Lozada (April 2003)

Gonzalo Sánchez de Lozada Bustamante (* 1. Juli 1930 in La Paz, Bolivien), genannt „Goni“, ist ein bolivianischer Politiker (MNR). Er war von 1993 bis 1997 sowie in den Jahren 2002/2003 Präsident von Bolivien. 
Nach der blutigen Niederschlagung von Protesten gegen seine Regierung 2003, dankte er ab, floh ins US-amerikanische Exil und sah sich als politischer Flüchtling. Bolivianische Gerichte unter der Regierung von Evo Morales eröffneten ein Verfahren u. a. wegen Verfassungsbruch und illegalem Gewalteinsatz. Im Mai 2018 erklärte ein Distriktsgericht in Florida Sánchez de Lozada und den Ex-Verteidigungsminister Carlos Sánchez Berzaín aufgrund von Mangel an Beweisen an illegalen Tötungen für nicht schuldig.

## Leben
Gonzalo Sánchez de Lozadas Vater war bolivianischer Diplomat. Nach einem Militärputsch flüchtete er in die USA ins Exil. Gonzalo Sánchez de Lozada wuchs in Chicago auf, belegte im College Philosophie und Englische Literatur und absolvierte ein Studium.
Nach seinem Studienabschluss ging Sánchez wieder zurück nach Bolivien und war dort in verschiedenen Branchen tätig. Er betrieb Filmkunst, fand Interesse an Luftfotografie, engagierte sich im Minenbau und schließlich in bolivianischen Politik.
Erstmals zwischen 1993 und 1997 war Sánchez de Lozada Präsident von Bolivien. Am 6. August 2002 wurde er als Kandidat des Movimiento Nacionalista Revolucionario (MNR) erneut in das Präsidentenamt gewählt, wobei er sich gegen Evo Morales, den Kandidaten des Movimiento al Socialismo, durchsetzte. Nachdem nach der Wahl keiner der beiden Kandidaten über die absolute Mehrheit verfügte, wurde Sánchez de Lozada, der mit 22,46 Prozent die meisten Wählerstimmen auf sich vereinigt hatte, vom neugewählten Parlament zum Präsidenten bestimmt. Dadurch endete eine mehrwöchige Zeit der politischen Unsicherheit in Bolivien.
Sánchez de Lozada kündigte umfassende Reformen sowie einen Sparkurs an. Das führte im Februar 2003 zu einem Streik der Polizei. Nachdem er Abkommen mit US-amerikanischen Ölkonzernen über den Verkauf und Export von Erdgas zu Preisen weit unter dem Weltmarktniveau getroffen hatte, kam es ab September 2003 zu Massenprotesten in ganz Bolivien. Das bolivianische Militär erschoss und erschlug im Oktober 2003 („schwarzer Oktober“)  mindestens 60 Menschen, rund 400 wurden verletzt. Im Oktober 2003 wurde Sánchez de Lozada zum Rücktritt gezwungen und floh in die USA. Carlos Mesa übernahm das Präsidentenamt.
Im Februar 2005 erhob die Staatsanwaltschaft in La Paz gegen Sánchez de Lozada und 13 frühere Minister seiner Regierung Anklage wegen Völkermordes. Im Oktober 2008 richtete Bolivien einen Auslieferungsantrag an die Vereinigten Staaten für Sánchez de Lozada und zwei seiner ehemaligen Minister, den Carlos Sánchez Berzaín (Ex-Verteidigungsminister) und Jorge Berindoague (Ex-Energieminister). Gegen sie eröffnete der oberste Gerichtshof Boliviens ein Verfahren wegen Völkermord, Verfassungsbruch und Unterschlagung. Im Jahre 2011 wurden zwei Exminister der Regierung und fünf Exmilitärs zu Strafen von drei bis 15 Jahren Gefängnis verurteilt. Sánchez de Lozada genießt politisches Asyl in den USA.
Vertreter von Opfern verlangten Entschädigungen für extrajudikale Tötungen in einem Verfahren gegen die Vereinigten Staaten nach dem  Alien Tort Statute (ATS). 2014 nahm ein District Court in Florida eine Opferklage nach dem Torture Victim Protection Act (TVPA) von 1991 an. Im Mai 2018 erklärte es Sánchez de Lozada und den Ex-Verteidigungsminister Carlos Sánchez Berzaín aufgrund des Mangels an Beweisen der illegalen Tötungen für nicht schuldig. Am 3. August 2020 hob der 11th Circuit Court of Appeals dieses Urteil jedoch auf. Am 5. April 2021 bestätigte ein separates Urteil des US-Bezirksgerichts ein Geschworenenurteil aus dem Jahr 2018, in dem sowohl Sánchez de Lozada als auch Carlos Sánchez Berzaín für haftbar befunden und zur Zahlung von 10 Millionen US-Dollar aufgefordert wurden. 
Sánchez de Lozada ließ sich auch im politischen Leben gern mit seinem Spitznamen „Goni“ (Verkleinerungsform des Vornamens) anreden. Da er aufgrund seiner in den USA verbrachten Kindheit und Jugend das Spanische mit einem breiten amerikanisch-englischen Akzent spricht, hieß er für die Mehrheit seiner Kritiker jedoch einfach nur „der Gringo“.